# Manchester (Metro de Los Ángeles)
Manchester es una estación  de autobuses de tránsito rápido en la línea Plata del Metro de Los Ángeles. La estación se encuentra localizada en El Harbor Transitway en la Interestatal 110 en la intersección con la avenida Manchester en Los Ángeles, California. La estación es administrada por el Autoridad de Transporte Metropolitano del Condado de Los Ángeles.

## Servicios

### Conexiones
- Metro Express: 460, 550
- LADOT Commuter Express: 438, 448
- Orange County Transportation Authority: 701, 721
- Gardena Transit: 1
- Torrance Transit: 1, 2

Servicios en la avenida Manchester
- Metro Local: 45, 81, 115, 305
- Metro Rapid: 745